# Џек Стаубер
Џек Стаубер (рођен 6. априла 1996.) је амерички музичар, кантаутор, продуцент, аниматор, дизајнер и Јутјубер са седиштем у Питсбургу, Пенсилванија. Познат је по својим VHS-естетским акцијама и компјутерским анимираним музичким видео записима који садрже упечатљиве и чудне текстове, као и по његовим песмама које се налазе у разним интернет мимовима на Јутјубу и ТикТоку. Стаубер је први пут објавио видео на Јутјубу 20. априла 2013. Његов веб-сајт је покренут крајем 2017; међутим, углавном садржи везе до другог садржаја као што су његови друштвени медији и продавнице робе. Стаубер је био члан бендова Џус и Заки. Године 2020. освојио је награду Шорти за најбољи филм Weird.
Његов деби албум, Finite Form (2013), објављен је 18. марта 2013. када је имао 16 година. Инспирисан народном музиком, његов други албум, Viator (2015), изашао је две године касније, 18. септембра 2015. године. Стауберов трећи студијски албум Pop Food (2017) експериментисао је са попом, ло-фи и естетиком из 1980-их и 90-их. Прве две песме, „Buttercup“ и „Oh Klahoma“, постале су виралне на ТикТоку и могу се похвалити са 375 милиона Спотифај стримова од јула 2021. Његов последњи албум, HiLo (2018), садржи елементе фанка, попа и рока .